# Pistola F. Ascaso
La F. Ascaso fou una pistola semiautomàtica fabricada a Catalunya durant la Guerra Civil espanyola. Batejada en honor a l'anarcosindicalista Francisco Ascaso Abadía, la F. Ascaso era una variant de la pistola Astra 400 i, tot i que no arribava als mateixos estàndards de qualitat, era una arma de bon disseny.
L'arma egarenca es va posar a producció l'any 1937 i es va lliurar majoritàriament a les milícies anarquistes. En total se'n van produir entre 5.000 i 8.000 unitats.

## Antecedents
La pistola Astra 400 original es fabricava a la localitat de Guernica, a l'empresa Astra, Unceta y Cía. Era el model reglamentari de l'exèrcit espanyol: la "Pistola de 9 mm model 1921".
Mentre el poble estava sota control republicà es van produir més de 14.500 unitats de l'arma. Després del bombardeig, durant el qual la fàbrica restaria intacte, i la posterior captura del poble, l'empresa proveiria el bàndol feixista, pel qual va produir 20.300 pistoles. Així, l'Exèrcit Popular de la República va quedar-se sense un subministrament de pistoles.
Aleshores es van començar a fabricar a Alginet, al País Valencià, i a Terrassa, a Catalunya. A la primera ubicació és on es va aconseguir la major producció, amb 15.000 unitats, que es diferenciaven per marcar-se amb el segell "RE" de República espanyola. Per contra als tallers col·lectivitzats de Casa de Bach se'n van fabricar unes 8.000 unitats que es van anomenar F. Ascaso en honor a Francisco Ascaso Abadía, amic de Durruti que va caure mort d'un tret al cap quan intentava assaltar la caserna de les Drassanes de Barcelona amb altres combatents de la FAI.

## Característiques
La F. Ascaso era essencialment igual que la Astra 400: pesava poc més d'1 kg, feia 224 mm de llarg, 135 mm d'alt i 32 mm d'ample i disparava cartutxos 9 x 23 Largo a 380 m/s. Els acabats eren llisos, fets amb fusta, o granulats, fets amb material sintètic. Les principals diferències és que sobre els acabats s'hi estampava el segell "F. Ascaso. Tarrasa. Cataluña" i les estries feien una volta de 31 centímetres.
La seva qualitat no era el de les originals basques d'abans de l'esclat de la contesa, ja que hi havia mancances de material i maquinària adequada, però eren més que acceptables. En els primers exemplars es va detectar un petit problema en la molla recuperadora que envoltava el canó, ja que era massa dur i complicava el correcte retrocés i funcionament però es va arreglar ràpidament.